# Extra Credits
Production
Diffusion
Extra Credits est une série de courtes vidéos, dirigée par Matthew Krol et Geoffrey Zatkin. Les thèmes abordés sont notamment le développement, ou encore la légitimité du jeu vidéo en tant qu'art.
La série est diffusée à l'origine sur The Escapist du 28 juillet 2010 au 10 août 2011, avant d'être scindée en raison d'un différend financier. Entre le 7 septembre 2011 et le 31 décembre 2013, l'émission est diffusée sur PATV, une chaîne de distribution hébergée par Penny Arcade, dont la réduction des services partenaires après cette dernière date, est citée comme la raison du « déménagement » ultérieur de l'émission sur YouTube, où l'émission est actuellement diffusée.

## Histoire

### 2008-2011: Débuts
Le projet débute en 2008 lorsque le co-créateur Daniel Floyd, créé deux présentations vidéo pour ses cours respectifs d'histoire de l'art et de théorie des médias au Savannah College of Art and Design. Floyd déclare que le style de ses présentations est inspiré par Zero Punctuation, une web-série traitant également du jeu vidéo,. Une des contraintes est la limite de temps de dix minutes, Floyd accélère donc sa voix de 10% pour respecter cette limite, un effet qui se poursuit dans les épisodes suivants. Il publie l'épisode sur YouTube pour voir si son format intéresse un public et à sa grande surprise, le nombre de vues augmente très rapidement. James Portnow participe aux premières vidéos et décide de contacter Floyd sur la possibilité de travailler ensemble pour faire plus de vidéos. Portnow veut que Floyd continue à utiliser son format original de vidéos avec une représentation animé de Floyd, donnant des conférences sur le podium sur des articles qui seraient écrits par Portnow. Les vidéos postées ne faisant pas partit d'une série, ceux-ci sont alors officiellement nommé « Video Games and... ». Un blog maintenu par le créateur, Daniel Floyd, utilise aussi comme titre secondaire « Talking About These », et certaines vidéos sont également nommées « Game Design Corner ». Un épisode présente également la journaliste Leigh Alexander de Gamasutra dans une discussion sur les jeux vidéo et leur public féminin.
En juillet 2010, la série est présentée comme série vedette pour The Escapist. Un nouveau titre est également introduit : Extra Credits. Daniel Floyd travaille aussi chez Pixar Canada à l'époque, Portnow engage donc sa collègue Allison Theus pour gérer l'animation.

### 2011-2016
Le 28 juin 2011, Portnow annonce via le compte Twitter de l'émission que Theus a une déchirure à l'épaule qui pourrait potentiellement mettre fin à sa carrière. Un projet de financement participatif pour lui venir en aide est alors crée sur RocketHub, avec un objectif de 15 000 $, et récolte finalement environ 104 000 $. L'équipe décide de créer un éditeur de jeux indépendant avec les bénéfices excédentaires.
Fin juillet 2011, des tensions éclate entre l'équipe d' Extra Credits et leur société de production The Escapist. En effet, The Escapist ne payant pas l'équipe d' Extra Credits, ces derniers ont voulu négocier la dette de The Escapist contre les droits d'auteur, ce qui aurait permis à Extra Credits de vendre des produits dérivés. The Escapist aurait alors exigé 75 % de l'argent des dons RocketHub collecté pour la chirurgie de Theus. En conséquence, Extra Credits romps les liens avec The Escapist, et après un bref passage de quatre semaines à publier directement sur YouTube, l'émission est reprise par Penny Arcade's PATV network,. Le fonds indépendant serait finalement créé sous Extra Credits LLC, qui est lancé le 18 novembre 2011 et détient les droits de propriété intellectuelle non enregistrés de l'émission.

### Depuis 2017
Le 23 mai 2018, dans l'épisode Choice Paralysis - Too Much Of A Good Thing, Daniel Floyd annonce que lui et Carrie quitteraient Extra Credits, et que Matt Krol prendrait la relève en tant que nouveau narrateur et showrunner. Krol est producteur dans la télévision et un animateur de podcast qu'il anime fréquemment avec Portnow sur la chaîne Twitch de l'émission. Le 30 octobre 2019, dans l'épisode « The Perfect Horror Protagonist - Writing a Character for Fun & Terror », Krol annonce que James Portnow, le seul membre de la formation originale, quitte Extra Credits après 10 ans en tant qu'auteur de la série, même si ses scripts seront utilisés pour les prochains épisodes.

## Équipes
| Membres           | Saisons             | Saisons             | Saisons             | Saisons             | Saisons             | Saisons              | Saisons              | Saisons              | Saisons              | Saisons              | Saisons              | Saisons              | Saisons              | Saisons              | Saisons              | Saisons   | Saisons   |
| ----------------- | ------------------- | ------------------- | ------------------- | ------------------- | ------------------- | -------------------- | -------------------- | -------------------- | -------------------- | -------------------- | -------------------- | -------------------- | -------------------- | -------------------- | -------------------- | --------- | --------- |
| Membres           | 1                   | 2                   | 3                   | 4                   | 5                   | 6                    | 7                    | 8                    | 9                    | 10                   | 11                   | 12                   | 13                   | 14                   | 15                   | 16        | 17        |
| Daniel Floyd      | Narrateur/Rédacteur | Narrateur/Rédacteur | Narrateur/Rédacteur | Narrateur/Rédacteur | Narrateur/Rédacteur | Narrateur/Rédacteur  | Narrateur/Rédacteur  | Narrateur/Rédacteur  | Narrateur/Rédacteur  | Narrateur/Rédacteur  | Narrateur/Rédacteur  | Narrateur/Rédacteur  | Narrateur/Rédacteur  | Narrateur/Rédacteur  | Narrateur/Rédacteur  |           |           |
| James Portnow     | Rédacteur           | Rédacteur           | Rédacteur           | Rédacteur           | Rédacteur           | Rédacteur            | Rédacteur            | Rédacteur            | Rédacteur            | Rédacteur            | Rédacteur            | Rédacteur            | Rédacteur            | Rédacteur            | Rédacteur            | Rédacteur | Rédacteur |
| Allison Theus     | Animateur           | Animateur           | Animateur           | Animateur           | Animateur           |                      |                      |                      |                      |                      |                      |                      |                      |                      |                      |           |           |
| Elisa Scaldaferri |                     |                     | Animateur           | Animateur           | Animateur           | Animateur            | Animateur            | Animateur            | Animateur            |                      |                      |                      |                      |                      |                      |           |           |
| Scott DeWitt      |                     |                     |                     |                     |                     | Animateur            | Animateur            | Animateur            | Animateur            | Animateur            | Animateur            | Animateur            | Animateur            | Animateur            | Animateur            | Animateur | Animateur |
| Soraya Een Hajji  |                     |                     |                     |                     |                     | Directeur des médias | Directeur des médias | Directeur des médias | Directeur des médias | Directeur des médias | Directeur des médias | Directeur des médias | Directeur des médias | Directeur des médias | Directeur des médias |           |           |
| David Hueso       |                     |                     |                     |                     |                     |                      |                      |                      | Animateur            | Animateur            | Animateur            | Animateur            | Animateur            | Animateur            | Animateur            | Animateur | Animateur |
| Dan Jones         |                     |                     |                     |                     |                     |                      |                      |                      |                      | Animateur            | Animateur            | Animateur            | Animateur            | Animateur            | Animateur            |           |           |
| Heather McNabb    |                     |                     |                     |                     |                     |                      |                      |                      |                      | Animateur            | Animateur            | Animateur            | Animateur            |                      |                      |           |           |
| Lilienne Chan     |                     |                     |                     |                     |                     |                      |                      |                      |                      |                      | Animateur            | Animateur            | Animateur            | Animateur            | Animateur            |           |           |
| Nick DeWitt       |                     |                     |                     |                     |                     |                      |                      |                      |                      |                      |                      |                      |                      | Animateur            | Animateur            | Animateur | Animateur |
| Matt Krol         |                     |                     |                     |                     |                     |                      |                      |                      |                      |                      |                      |                      |                      |                      |                      | Narrateur | Narrateur |